# بريجيت فوستر هيلتون
بريجيت فوستر هيلتون (بالإنجليزية: Brigitte Foster-Hylton) هي عداءة 100 متر حواجز ولدت في يوم 7 نوفمبر 1974 في سانت إليزابيث باريش في جمايكا، مع لم تحقق أي ميدالية أولمبية، إلا أنها فازت بالميدالية الذهبية في بطولة العالم لألعاب القوى 2009 في برلين وفازت بالميدالية الفضية في بطولة العالم لألعاب القوى 2003 في باريس وبالبرونزية في بطولة العالم لألعاب القوى 2005 في هلسنكي، أفضل رقم شخصي لها في سباق ال100 متر حواجز هو 12.45 سجلته في سنة 2003.

## روابط خارجية
- بريجيت فوستر هيلتون على موقع الاتحاد الدولي لألعاب القوى (الإنجليزية)
- بريجيت فوستر هيلتون على موقع الدوري الماسي (الإنجليزية)
- بريجيت فوستر هيلتون على موقع اللجنة الأولمبية الدولية (الإنجليزية)
- بريجيت فوستر هيلتون على موقع أوليمبيديا (الإنجليزية)
- بريجيت فوستر هيلتون على موقع اتحاد ألعاب الكومنولث (مؤرشف) (الإنجليزية)
- بريجيت فوستر هيلتون على موقع اتحاد ألعاب الكومنولث (مؤرشف) (الإنجليزية)